# Angelo Cerkvenik
Angelo Cerkvenik [angélo cérkvenik], slovenski dramatik, pripovednik, publicist, mladinski pisatelj in prevajalec, * 29. avgust 1894, Pazin (Hrvaška), † 6. junij 1981, Ljubljana, Slovenija.

## Življenje
Rodil se je v Pazinu v Istri, od koder je bila njegova mati. Oče Franc po rodu Slovenec je bil doma iz Brkinov. Mati Katarina je bila Hrvatica. Številčna družina je doma govorila slovensko, saj so živeli skoraj izključno v Sloveniji. V prvih štirih letih Angelovega življenja so se preselili kar štirikrat: Pazin – Trst – Jušići v Istri nad Opatijo – Ilirska Bistrica. V Trstu in v Ilirski Bistrici so imeli v lasti gostilno, ki jo je po očetovi smrti (ko je bilo Angelu sedem let) vodila njegova mati.  
Popotništvo se je za Cerkvenika nadaljevalo tudi v času šolanja, čeprav je družina ostala v svojem kraju. Prva dva razreda je opravil v Trnovem pri Ilirski Bistrici, naslednjih pet pa v Trstu. Tam je bil v oskrbi polsestre. Odraščajočega fanta je močno privlačila mornarica, saj je imel željo videti čim več sveta, a je bilo šolanje v Pulju predrago in ga mati finančno ni zmogla. Odločili so se za gimnazijo v Pazinu, kjer je lahko poceni bival pri stricu. Do šole je pešačil 15 kilometrov. Ko je dobil tedaj običajno posebno dijaško podporo, se je preselil v samo mesto. V Pazinu je Angelo prebil sedem let (1907–1914). Šele takrat se je naučil hrvaško in kot izredno aktiven gimnazijec je postal član literarno-glasbenega kluba, predsednik dijaškega društva in upravitelj njegovega literarnega lista. Maturo je zaradi začetka 1. svetovne vojne končal leto predčasno.  
Po koncu prve svetovne vojne, ki jo je preživel na raznih frontah in je bil v njej dvakrat ranjen, se je  z drugimi člani družine preselil v Ljubljano. Kljub gimnazijski maturi ni mogel nadaljevati študija, zato se je zaposlil na železnici. Kot prometnik je delal na Koroškem in v Trbovljah. Nazadnje se je zaposlil v Ljubljani in Beogradu, kjer je delal kot referent pri železniški direkciji. Ljubljansko obdobje je bilo čas Cerkvenikove največje pisateljske in družbene dejavnosti: urejal je strokovno knjižnico, delal v železničarskem sindikatu, bil podpredsednik v centralnem odboru delavskega kulturnega društva  Svoboda, deloval pri Cankarjevi družbi, ukvarjal  se je s kulturno publicistiko, bil je član uredništva revij Kres in Svoboda. Leta 1939 je odšel v Beograd in tam preživel 2. svetovno vojno. Po upokojitvi je od leta 1951 živel v Ljubljani.

## Delo
Pisati je začel v gimnazijskih letih. Njegovi prvi prozni literarni poskusi so bili v hrvaščini in objavljeni v dijaškem glasilu Naprijed. Leta 1921 je v socialističnem listu Maska objavil Pogovore, leto kasneje pa v reviji Kres vojni roman Prostitutka Zoša.   
Bil je angažiran pisatelj, vedno tesno povezan s tekočim dogajanjem. Pisal je v pretežno ekspresionističnem duhu. Prikazoval je življenje delavstva in njegovo izkoriščanje ter razmere v 1. svetovni vojni.
Po 2. svetovni vojni je objavljal kratke prozne sestavke in prevode iz srbohrvaške in ruske književnosti v Tovarišu, Obzorniku, Tedenski tribuni, Slovenskem izseljenskem koledarju, Pionirju, Cicibanu in drugod.
Njegovo obsežno pisateljsko delo je raztreseno po slovenskih revijah in koledarjih doma in v Ameriki: Maska, Kres, Naprej, Pod lipo, Ljubljanski zvon, Ameriški družinski koledar, Prosveta, itd.   
Pisal je pod psevdonimoma Sel Catini in Peter Klemen.

### Mladinsko delo
Največ uspeha je doživel s pisanjem za otroke in mladino. Zanje je objavljal v Našem rodu, Razorih, Cicibanu, Pionirju, Galebu, Mladem rodu. Trajna priljubljenost povesti Ovčar Runo je potrditev Cerkvenika kot mladinskega pisatelja. Osrednja tematika njegovih mladinskih povesti je svet živali.
- Ovčar Runo (1937): Knjiga opisuje zvesto prijateljstvo med pametnim ovčarskim psom in starim pastirjem. Pisatelj je s knjigo leta 1937 dobil nagrado Mladinske matice, 1969 so jo izbrali za mladinsko knjigo leta, postala pa je tudi del zbirke Zlata knjiga.

- Sivi (1947): Zgodba govori o psu, ki odigra pomembno vlogo bojevnika proti Nemcem in je opora partizanom.

- Medvedek s Križeve gorice (1956): Povest nam prikazuje požrtvovalno mladeničevo reševanje medvedjega mladiča iz ujetništva.
- Markov beg (1961): Bridka pripoved o nasilju v slovenskem Primorju pod fašistično Italijo v začetku tridesetih let.
- Medvedek s Kočne (1953): povest
- Blisk (1987): Zgodba o konjih in ljudeh.

### Dramatika
Cerkvenikovo dramatiko literarna veda uvršča v drugi rod ekspresionistov. Naturalistična osnova ostaja deloma pri stari dramaturgiji, deloma prehaja v ekspresionizem. Snovno največkrat izhaja iz vojnih grozot in njihovih naravnih posledic. Idejno izraža avtonomno človečnost in težnje k popolni osvoboditvi od družbene laži ter odpira vprašanja moške in ženske narave, njuno usodno zbliževanje in odtujevanje. Skoraj vsa dela so bila uprizorjena; največ v Mariborskem gledališču, nekaj tudi v Ljubljanskem gledališču. 
Izrazito naturalistična  je vojna slika v treh dejanjih V kaverni (1924), ki je izšla v Ameriškem družinskem koledarju. K isti temi se je vrnil še enkrat v drami s s štirimi slikami Kdo je kriv? (1934).
V vrtincu (1925), tragedija štirih v sedmih slikah, Greh (1926), vsakdanja tragedija v šestih slikah z epilogom in Očiščenje: Križev pot mnogih, ki so verjeli v lepoto in ljubezen (1928) sestavljajo erotično zakonsko trilogijo.  V njej se kažeta razkroj sodobnega meščanskega življenja in svobodna seksualna dejavnost pod krinko ljubezni. 
Žrtev (1940) je tragedija v treh dejanjih, ki govori o usodi delavskega voditelja. 
S tragikomedijo v osmih slikah Roka pravice (1927) je Cerkvenik svojo dramatiko skušal razširiti v psihološki in družbenomoralni smeri. Prikazuje razmere v uradih in je kritika podkupljivosti, uradništva in morale kapitalizma.

### Proza
- Daj nam danes naš vsakdanji kruh, povest, 1929 (COBISS)
- Orači, povest, 1932 (COBISS)
- Prostitutka Zoša, roman, 1921 (COBISS)
- Atentator, povest, 1926 dLib
- Skozi meglo, povest, 1930
- Rosa, povest, 1930

### Priredbe
- Poslednji dnevi človeka, po 2. delu Flammarionove povesti Konec sveta, 1931 (COBISS)

### Mladinska dela
- Ovčar Runo, povest, 1937 (COBISS)
- Sivi, povest, 1947 (COBISS)
- Medvedek s Kočne, povest, 1953
- Medvedek s Križeve gorice, povest, 1956 (COBISS)
- Markov beg, povest, 1961 (COBISS)
- Blisk, povest, 1987 (COBISS)
- Oderuh in čarovnica: Pravljična veseloigra v štirih dejanjih, 1970 (COBISS)